# Takuya Kuroda
Takuya Kuroda (黒田 卓也, Kuroda Takuya, né le 21 février 1980, à Ashiya, Hyōgo),, est un trompettiste de jazz et arrangeur japonais.

Kuroda est venu à la musique en rejoignant le big band de son école. Plus tard, il a fréquemment visité des jam sessions à Kobe . En 2003, il a déménagé aux États-Unis et a participé à des cours au Berklee College of Music avant de s'installer à Brooklyn, New York. Au College of Performing Arts de The New School, beaucoup moins cher, il a étudié le jazz et la musique contemporaine, obtenant son diplôme en 2006. Son collègue d'étude José James est devenu un ami proche et un partenaire musical, en 2014 produisant son album studio Rising Son.

## Discographie

### Albums studio
- Bitter and High (CD Baby, 2010)
- Edge (CD Baby, 2011)
- Six Aces (P-Vine, 2013)
- Rising Son (Blue Note, 2014)
- Zigzagger (Concord, 2016)
- Fly Moon Die Soon (First Word Records, 2020)

### Participations
- José James, Blackmagic (Brownswood Recordings, 2010)
- José James, No Beginning No End (Blue Note, 2013)
- José James, Pendant que vous dormiez (Blue Note, 2014)

### Autres apparitions
- Blue Note Voyage (Blue Note, 2019) - album de compilation avec Akihiro Nishiguchi, May Inoue [ja], Jun Miyakawa, Ai Kuwabara, Ryuta Tsunoda, Tomo Kanno, Shun Ishiwaka [ja].